# 草泥马

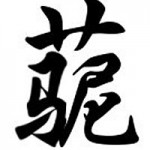
“草泥马”合文

网民借“草泥马”合字设计的篆刻

草泥马是现代汉语髒話“肏你妈/操你媽”的諧音，是中文互联网上著名的亚文化梗，最初於2009年初出现于百度贴吧“魔兽世界吧”的帖子中，之后在網路聊天室、论坛和社交媒体中广为流传。在成为网络迷因并被具象化为虚拟动物后，其形象主要取自羊驼或駱馬，表情符号為「（· ｪ ·）」、「（· Y ·）」和「（·´ｪ`·）」。
包括「草泥马」在内的、名字出自諧音的动物，被中国大陆网民列入惡搞的「百度十大神兽」之內。2016年《新华社新闻信息报道中的禁用词和慎用词》中，将「草泥马」和近似的「马勒戈壁」（粗口“妈了个逼”的谐音）等词列入38个不文明用语。

## 起源及設定

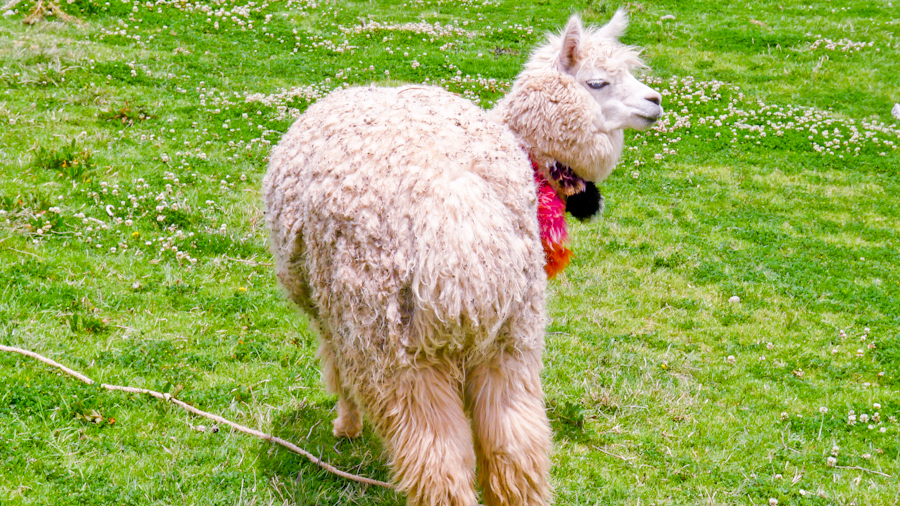
羊驼

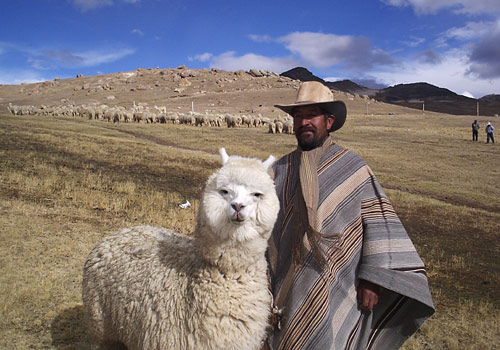
被借作“草泥马”形象的羊驼

2009年中华人民共和国多部门发起整治互联网低俗之风专项行动，大量網站因為「低俗」而被叫停，脏话被屏蔽，引发一些网民的不满，于是网民发明了用“草泥马”等谐音字的脏话绕过网站的屏蔽，并逐渐创作出了以“草泥马”为代表的“十大神兽”。百度百科上的该词条内容很快被修正，后YouTube上出现由网友制作的以《蓝精灵之歌》改编的《戈壁上的草泥马》、《草泥马之歌》、《草泥马之歌（动画版）》等视频。早期的“草泥马”图片也有借用斑马、毛驴的照片，后多统一使用羊驼作为其形象。
根据中国论坛上广为流传的版本，「十大神兽」之一的「草泥马」居住在“马勒戈壁”，并分为“沃草泥马／卧草泥马／卧槽泥马”和“狂草泥马”，其中“狂草泥马”是“草泥马”之王。由于“草泥马”是“马勒戈壁”上的主要物种，因此“马勒戈壁”又被称为“草泥马戈壁”。草泥马能够克服艰苦环境，并且以“沃草／卧草”为食，是聪明、顽强的动物；然而“草泥马”的生存环境受到“河蟹”的威胁，牠们坚强地生活、奋斗，希望有朝一日能打败“河蟹”、夺回“卧草”。

## 传播与借用
“草泥马”作为一个玩笑，在一周内迅速在网上传播开来。大量出现在QQ群的聊天内容中，并出现许多恶搞图片。广东的一些网友建立了“玛勒歌碧”网站，以草泥马为标志，销售羊驼公仔，并有网络漫画创作，还有人创作了一个新字，是一個由“草”“泥”“马”三个汉字各自的一个部分共同组成的合文。网络上还出现了“草泥马之歌”，其旋律来自动画片《蓝精灵》中国大陆版的主题歌《蓝精灵之歌》，但是歌词换成了以“草泥马”为主题的歌词。
2009年3月21日，香港民主黨的一批代表在九龍灣德福廣場內的香港鐵路有限公司總部請願，以橫額「港鐵草泥馬」抗議該公司調整將軍澳線的列車班次。
在澳門，亦有政團以草泥馬諷刺第三屆行政長官選舉。

## 影响

### 社會反應
一些媒体认为，“草泥马”傳說中打敗“河蟹”、夺回“卧草”等情節，是讥讽中共以“和谐”为名收紧言论自由。2009年3月20日《纽约时报》报道，全球之声网站的一名中國大陸用户提交了一张来自中国网监部门的通知，警告“草泥马”相关内容不得进行任何推荐和炒作，因为“目前该事件已上升到政治高度，境外媒体炒作该事件为网民与政府对抗”。
淘宝网在《每周质量报告》第五期中，严禁“草泥马”或“十大神兽”等低俗词语，相关商品被视为“不良商品”，全面查处，但其实淘宝商城上还是可以搜到“草泥马”玩偶。

然而，文化界也有人讚賞“草泥馬”所代表的幽默和自由精神。崔卫平在博客中写道：
|  | 至于“草泥马”，我为发明这种谐音隐语的人击节赞叹。它的潜台词是说——有些话我是说不得的，你不让我说，这个我知道，你看，我是配合的，不是吗？当然了，我自己也觉得，说这样的糙话是不应该的，我没有必要为了你而将自己降到某个水平之下，即使你逼我说，我也不说，我要保持我自己的体面和尊严；即使你退回到某个野蛮的水平，我还是保持自己文明人的身份，这个还不行吗？ |

2009年9月，“草泥马”在奥地利电子艺术节上获得电子社区的最佳评委会奖。

### 「臥槽」事件
2009年2月23日《解放日报》第10版新论右上角的“百姓连线”栏目中刊载了一篇名为《“卧槽”是怎么回事》的文章。主持人问，
|  | ……近七成白领决定做好手头工作，老老实实地“卧槽”。请问，卧槽具体是什么意思？如何做一个不虚有其表的“卧槽者”？ |

解答者是华东理工大学社会与公共管理学院博士段凡：
|  | 良禽择木而栖、“良马择槽而卧”，是社会流动的必然趋势…… ……卧槽与跳槽并非完全对立，否则就可能变成一匹“卧槽泥马”。卧槽泥马出自《战国策》，形容虚有其表、窃居名位者，即使有相应的地位，其能力也不足以胜任，等同于烂泥扶不上墙。所以说，卧槽者不应成为“卧槽泥马”，卧槽也并非“卧以待毙”。职场人士大可不必草木皆兵，而要变被动为主动，视卧槽为蓄势待发、开创工作新局面的机会。…… |

此言一出，网上一片哗然，众网友称被“雷”倒。这位段博士在接受记者采访时，承认没有查《战国策》原文，而是在网络搜索的。有评论认为，造成本次事件的原因与博士本人缺乏起码的判断能力有关，还有和时下学风不正、抄袭成风的学术大环境不无关系，是学术失德。也有评论认为，与搜索引擎对百科内容审查不严的有关，如果继续下去，将来甚至会破坏搜索引擎的公信力。

### 商業傳播和人氣
一些网络游戏公司看中草泥马带来的商机，纷纷推出以草泥马原形羊驼形象的道具：
- 神兽坐骑：网易《天下贰》坐骑——拓拓。[26][27]并且2012年起有款在优酷土豆等广告宣传的另一款网易游戏的广告宣传片里的角色坐骑为一匹白白的“草泥马”。
- 宠物：腾讯《QQ飞车》宠物“小羊驼”：妮妮和草草。[28]QQ秀亦曾推出了草泥马为形象的宠物道具，不过后来该道具的羊驼形象被修改成了小羊羔。[來源請求]
- 气球：韩国《梦幻龙族》推出名为“萌萌”和“雷雷”的神兽气球。[29]
- 游戏：苹果公司App Store上出现了一款名为“A Strange Horse”的游戏，用户要用重力感应控制一匹“奇怪的马”（草泥马），来躲避“邪恶的螃蟹”（河蟹）的攻击，吃到玉米可以提高灵活性。[30]
- 游戏彩蛋：大宇资讯在2013年推出的角色扮演游戏《仙剑奇侠传五前传》中在隐藏地图中可以习得绝技“羊驼踏岳”，在战斗时可以召唤大量羊驼形态的“神兽”呼啸奔驰而过并践踏敌方全部成员。在2021年发布的《仙剑奇侠传七》中也重现了这个隐藏绝技，需要成功完成所有小游戏并加入御灵“小柒”后即可获得。
- 坐騎加寵物：台灣《聖境傳說》中的羊駝。

- 2010年3月12日，“草泥马”的原型羊駝在2010年上海宠物大会登堂亮相，引发围观热潮。[31][32][33]

- 2011年6月21日，第一款以“草泥马”为主题的RPG角色扮演游戏《羊驼历险记》(Alpaca'S ADVENTURES)在国内著名网站verycd上发布，作者高岭，引起网友评论热潮。

- 2013年1月，南京大学刑法系学期期末考试的部分题目以草泥马做为答案选项，引发媒体热议。[34]

- 2014年12月，中国媒体报道“哈佛学生创业卖草泥马”的新闻。来自哈佛大学的中国留学生把羊驼肉和毛纺制品做成羊年春节礼盒，测试中国的市场反应。[35]。
- 搞笑网站：草泥马币；网址： （页面存档备份，存于）

### 其他
- 原先分佈在南美洲高原的羊駝，因為被草泥馬一詞借用形象而使得該物種在全世界被廣為人知。
- 除中國大陆，草泥馬一詞也在香港、台灣和日本引發網友熱議。[來源請求]

## 參閲
- 河蟹 (網路用語)
- 神兽 (惡搞)
- 趕羚羊
- 欺實馬事件
- 任亮憲（網路名：馬草泥）
- 春哥
- 互联网审查
- 和谐社会
- 新华社新闻信息报道中的禁用词和慎用词